# Conrad Busken Huet
Conrad Busken Huet (L'Aia, 28 dicembre 1826 – Parigi, 1º maggio 1886) è stato uno scrittore e critico letterario olandese che ha avuto un ruolo preminente nella letteratura olandese del XIX secolo.

## Il predicatore
Conrad Busken Huet nacque in una famiglia di Ugonotti ed era figlio di un funzionario governativo. Frequentò una scuola francese e poi studiò teologia a Leida. Qui contribuiva con i suoi scritti allo Studentalmanak (Almanacco degli studenti). Dopo aver studiato un anno a Losanna, in Svizzera, fu predicatore nella Chiesa vallone di Haarlem dal 1851 al 1862. Fondò la rivista mensile La Seule Chose Nécessaire (1856-1857). Spinto da J. H. Scholten, suo professore all'università, si occupò sempre più di "teologia moderna", disciplina che cercava di colmare il divario tra la Bibbia e la scienza moderna attraverso una ricerca critico-testuale. Nei suoi sermoni in chiesa esponeva i risultati delle sue ricerche e ciò provocò stupore, incomprensione e frustrazione tra i fedeli. Nel 1857 pubblicò (prima in fascicoli separati, poi raccolti in forma di libro) le sue Brieven over den bijble (Lettere sulla Bibbia). Così fu il primo predicatore in Olanda a far conoscere le idee moderniste a un largo pubblico. Alla fine dovette ammettere anche lui che la Bibbia era diventata superflua e che l'etica umanistica doveva colmare questa lacuna.
Nel 1859 sposò l'insegnante Anna Dorothée van der Tholl.

## Il giornalista
Coerentemente con le sue idee, Huet si dimise dall'ufficio di predicatore. Diventò giornalista per il giornale di Haarlem Opregte Haarlemsche Courant. Lo scrittore Everhardus Johannes Potgieter gli chiese di diventare critico letterario nella redazione del famoso periodico letterario De Gids. Come redattore doveva presentare una critica al mese. Huet lavorò per questo periodico fino al 1866.
Per Huet la letteratura era un'espressione di civiltà; pensava anche che dalla qualità della letteratura di una società si potesse dedurre il grado di civiltà. Spesso nelle sue critiche Huet confrontava i libri degli scrittori olandesi con la letteratura, secondo lui superiore, di Paesi come Germania, Francia e Gran Bretagna. Le sue critiche erano taglienti, il tono a volte derisorio anche nei confronti di scrittori affermati, come Willem Bilderdijk e Jacob Cats. Presto fu soprannominato "il boia di Haarlem". Il periodo dal 1863 al 1864 fu un momento decisivo nella storia della critica letteraria olandese.
L'approccio di Huet era tale che le sue critiche suscitavano grande interesse, causando anche contrasti in seno a De Gist. Furono due gli articoli che gli fecero lasciare De Gids nel 1866. Nell'articolo "Een avond aan het Hof" (Una sera a corte) del 1865, una critica agli almanacchi poetici, Huet derideva il re e insultava la regina, per cui il periodico ricevette un richiamo ufficiale dalla corte. L'articolo "De Tweede Kamer en de staatsbegrooting voor 1865" (La seconda camera e il bilancio dello stato per il 1865) Huet lo scrisse contro lo statista liberale Thorbecke. Questo articolo provocò una spaccatura nella redazione del Gids e per questo Huet e Potgieter lasciarono la redazione.
Huet scriveva articoli per vari giornali e nel frattempo lavorava al suo romanzo. Nel 1868 pubblicò il suo romanzo, Lidewyde, che non ebbe successo e provocò uno scandalo per il realismo con cui trattava il tema dell'erotismo.

## Gli anni nelle Indie Orientali Olandesi
Le critiche contro di lui erano diventate eccessive. Nel 1868 Huet partì per le Indie Orientali Olandesi, dove fu caporedattore del Java-bode fino all'inizio del 1873.
Ben presto ci fu "l'affaire Hasselman". Risultò che il viaggio di Huet nelle Indie Orientali era stato pagato dal Ministro delle Colonie Hasselman. In cambio Huets avrebbe dovuto consigliare il governo olandese su come tenere in scacco la stampa indiana. Appena si seppe questa storia, scoppiò uno scandalo.
Nell'aprile del 1873 Huet lasciò il Java-bode e fondò il suo giornale, l'Algemeen Dagblad van Nederlandsch-Indië. qui le sue critiche si fecero meno taglienti e acquistarono un carattere più educativo e valutativo. Huet rimase nelle Indie Orientali per otto anni.

## Gli anni parigini
Nel 1876 Huet tornò in Europa e, in esilio volontario, si stabilì a Parigi. Suo nipote J. l'Ange Huet assunse la redazione, ma da Parigi Busken Huet continuava ad esercitare la sua influenza e a inviare contributi critici. Questo costò una pena detentiva al nipote l'Ange Huet, che era il redattore responsabile a Giava.
Huet ha scritto anche importanti opere sulla storia della cultura: "Van Napels naar Amsterdam" (1877), "Parijs en omstreken" (1878), ma soprattutto "Het Land van Rubens" (1879) e "Het Land van Rembrand" (Huet scriveva il nome con una -d))(1882-1884). Con questa monumentale opera si cominciò a parlare del XVII secolo come Secolo d'oro nell'arte olandese e Rembrandt fu considerato il suo più grande pittore. Huet lavorò a quest'opera per quattro anni, giorno e notte, con serie conseguenze per la sua salute.
Huet morì a Parigi nel 1886. Il giornale De Nieuwe Gids lo commemorò come una persona nella cui opera si rifletteva un'intera epoca.

## Conclusione
Durante la sua vita Huet non fu molto apprezzato per la sua opera pionieristica e per il contributo apportato dal suo vasto bagaglio letterario e culturale. Inoltre Huet era un personaggio contemporaneamente radicale e aristocratico. Non ricevette nessun riconoscimento ufficiale, nessun dottorato honoris causa né nomine per cattedra. Si era fatto troppi nemici nei circoli letterari con le sue critiche taglienti. Huet era sempre meravigliato dal clamore che i suoi scritti suscitavano, perché per lui le critiche erano un mezzo per portare la letteratura olandese a un livello più alto.

## Opere (selezione)
- Groen en rijp (1854)
- Overdrukjes (1858)
- Litterarische fantasien en kritieken, 25 parti, pubblicate tra il 1881 e il 1888
- Lidewyde (romanzo, 1868)
- Het land van Rubens (1879)
- Het land van Rembrand, 2 parti, 1882—1884